# Ганс Шіллінг (авіатор)
Ганс Шіллінг (нім. Hans Schilling; 24 вересня 1892, Цекерік, Німецька імперія — 4 грудня 1916, Флеск'єр, Франція) — німецький авіаційний спостерігач-ас, оберлейтенант Прусської армії.

## Біографія
Учасник Першої світової війни, літав спостерігачем у 5-му та 22-му льотних дивізіонах на розвідниках Albatros С.III. Пілотом у всіх його восьми перемогах був лейтенант Альберт Доссенбах, майбутній кавалер ордена Pour le Merite, який здобув 15 перемог. Відразу після своєї 8-ї перемоги, 3 листопада 1916 року, вони були збиті своєю жертвою з 22-ї ескадрильї, причому Доссенбах трохи обгорів, а Шіллінг отримав легке поранення.
Згодом у Шіллінга змінювалися пілоти, і 4 грудня 1916 року спостерігач, разом з лейтенантом Розенбахсом, був збитий і загинув незабаром після полудня, біля Флеск'єра, на захід від Нюрля. Їхній Halberstadt став 18-ю повітряною перемогою лейтенанта Шарля Нунжессера із французької ескадрильї № 56.

## Нагороди
- Залізний хрест 2-го і 1-го класу
- Нагрудний знак пілота-спостерігача (Пруссія)
- Королівський орден дому Гогенцоллернів, лицарський хрест з мечами (12 жовтня 1916)